# 26720 Yangxinyan
26720 Yangxinyan este un asteroid din centura principală de asteroizi.

## Descriere
26720 Yangxinyan este un asteroid din centura principală de asteroizi. A fost descoperit pe 18 aprilie 2001 la Socorro, New Mexico, în cadrul proiectului LINEAR. Asteroidul prezintă o orbită caracterizată de o semiaxă mare de 2,33 ua, o excentricitate de 0,12 și o înclinație de 2,0° în raport cu ecliptica.